# Live... in the Heart of the City
Live... in the Heart of the City är Whitesnakes första livealbum, utgivet den 3 november 1980. Albumet nådde femte plats på UK Albums Chart.

## Låtlista

### Live in the Heart of the City
23 och 24 juni 1980
| 1. | Come On                            | David Coverdale, Bernie Marsden | Snakebite (1978)         | 3:38  |
| 2. | Sweet Talker                       | Coverdale, Marsden              | Ready an' Willing (1980) | 4:16  |
| 3. | Walking in the Shadow of the Blues | Coverdale, Marsden              | Lovehunter (1979)        | 5:00  |
| 4. | Love Hunter                        | Coverdale, Micky Moody, Marsden | Lovehunter               | 10:41 |

| 5. | Fool for Your Loving    | Coverdale, Moody, Marsden                          | Ready an' Willing | 4:58 |
| 6. | Ain't Gonna Cry No More | Coverdale, Moody                                   | Ready an' Willing | 6:21 |
| 7. | Ready an' Willing       | Coverdale, Moody, Neil Murray, Jon Lord, Ian Paice | Ready an' Willing | 4:46 |
| 8. | Take Me with You        | Coverdale, Moody                                   | Trouble (1978)    | 6:28 |

### Live at Hammersmith
23 november 1978
| 1. | Come On                                                    | Coverdale, Marsden                        | Snakebite   | 3:32 |
| 2. | Might Just Take Your Life (Deep Purple-cover)              | Coverdale, Ritchie Blackmore, Lord, Paice | Burn (1974) | 4:55 |
| 3. | Lie Down                                                   | Coverdale, Moody                          | Trouble     | 3:33 |
| 4. | Ain't No Love in the Heart of the City (Bobby Bland-cover) | Michael Price, Dan Walsh                  | Snakebite   | 6:38 |

| 5. | Trouble                        | Coverdale, Marsden   | Trouble | 4:56  |
| 6. | Mistreated (Deep Purple-cover) | Coverdale, Blackmore | Burn    | 10:40 |

## Medverkande
- David Coverdale – sång
- Micky Moody – gitarr, bakgrundssång
- Bernie Marsden – gitarr, bakgrundssång, sång på "Might Just Take Your Life"
- Neil Murray – basgitarr
- Ian Paice – trummor (1980)
- Dave Dowle – trummor (1978)
- Jon Lord – keyboard